# Chrysiptera rapanui
Chrysiptera rapanui là một loài cá biển thuộc chi Chrysiptera trong họ Cá thia. Loài này được mô tả lần đầu tiên vào năm 1970.

## Từ nguyên
Từ định danh được đặt theo tên của nơi mà mẫu định danh được thu thập, đảo Rapa Nui, tên gọi khác của đảo Phục Sinh.

## Phạm vi phân bố và môi trường sống
C. rapanui được tìm thấy tại quần đảo Kermadec (New Zealand), đảo Phục Sinh và đảo Salas y Gómez gần đó (Chile). Tuy nhiên, quần thể giữa Kermadec và Chile có sự khác biệt về mặt hình thái học, và C. rapanui thực sự là loài đặc hữu ở đảo Phục Sinh và Salas y Gómez.
C. rapanui sống trên các rạn viền bờ và trong vũng thủy triều, đặc biệt là những khu vực có nhiều san hô thuộc chi Porites, ở độ sâu khoảng từ 3–38 m.

## Mô tả
Chiều dài lớn nhất được ghi nhận ở C. rapanui là 5,5 cm.
Số gai ở vây lưng: 13; Số tia vây ở vây lưng: 13–15; Số gai ở vây hậu môn: 2; Số tia vây ở vây hậu môn: 14–16; Số gai ở vây bụng: 1; Số tia vây ở vây bụng: 5.

## Sinh thái học
Thức ăn của C. rapanui có thể là tảo và động vật phù du. Cá đực có tập tính bảo vệ và chăm sóc trứng; trứng có độ dính và bám chặt vào nền tổ.